# Main-Tauber-Kreis
Main-Tauber-Kreis là một huyện (Landkreis) phía đông bắc bang Baden-Württemberg, Đức. Huyện này giáp với các huyện (theo chiều kim đồng hồ từ tây bắc) Miltenberg, Main-Spessart, Würzburg, Neustadt (Aisch)-Bad Windsheim và Ansbach (đều thuộc bang Bavaria), và các huyện Schwäbisch Hall, Hohenlohe và Neckar-Odenwald.

## Xã và thị trấn

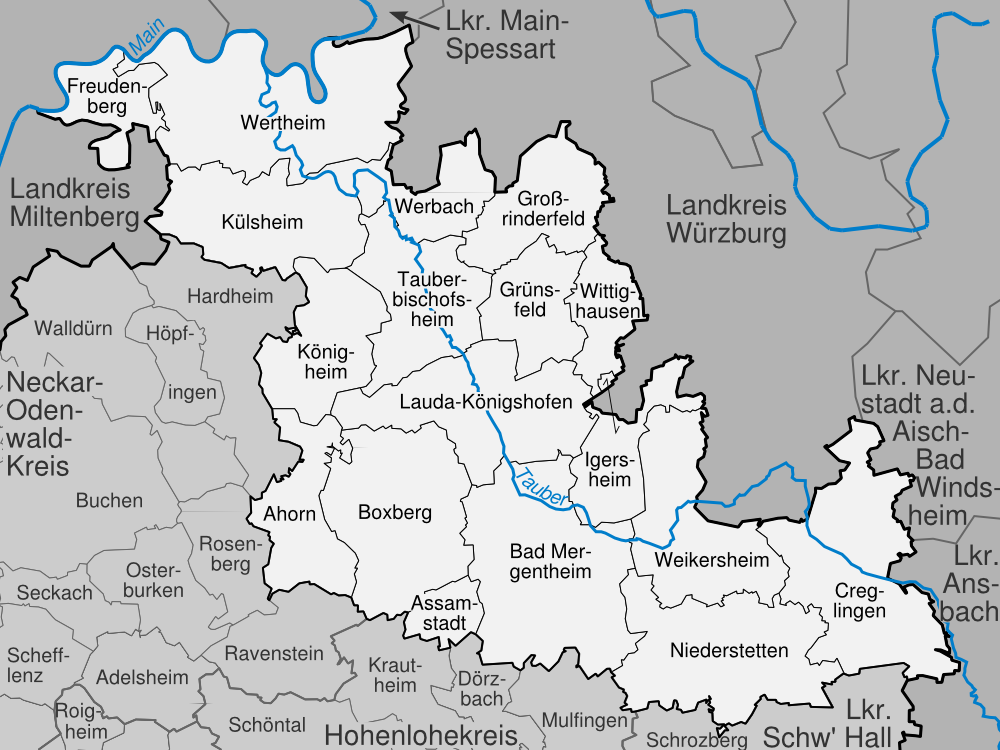
Xã và thị trấn của Main-Tauber

| Thị trấn | Xã                                                                                            |
| --- | --------------------------------------------------------------------------------------------- |
| 1. Bad Mergentheim 2. Boxberg 3. Creglingen 4. Freudenberg am Main 5. Grünsfeld 6. Külsheim 7. Lauda-Königshofen 8. Niederstetten 9. Tauberbischofsheim 10. Weikersheim 11. Wertheim am Main | 1. Ahorn 2. Assamstadt 3. Großrinderfeld 4. Igersheim 5. Königheim 6. Werbach 7. Wittighausen |